# ベールの性質
位相空間 {\displaystyle X} の部分集合 {\displaystyle A} が
ベールの性質を持つ、またはほとんど開な集合であるとは、その集合がある開集合との差が第一類集合であること。すなわち開集合 {\displaystyle U\subseteq X} で {\displaystyle A{\mathbin {\Delta }}U} が第一類集合となるものがあることである（ここでの {\displaystyle \Delta } は対称差を表す）。ベールの性質と言う名前はルネ＝ルイ・ベールにちなむ。
ベールの性質を満たす集合全てによる族はσ-代数をなす。すなわち、ほとんど開な集合の補集合はほとんど開であり、ほとんど開な集合の可算和や可算交叉もまたほとんど開である。
開集合はほとんど開な集合である（空集合は meager である）ため、どんなボレル集合もほとんど開である。ポーランド空間の部分集合がベールの性質を持つとき、それに対応するバナッハ・マズール・ゲーム が determined である。その逆は成り立たない。しかし、与えられた adequate pointclass {\displaystyle \Gamma } に属するゲームがすべて determined であるなら、{\displaystyle \Gamma } に属する集合はすべてベールの性質を持つ。
選択公理から、ベールの性質を満たさないような実数集合が存在することが導かれる。特に、ヴィタリ集合はベールの性質を満たさない。これを示すには選択公理より弱いブール素イデアル定理があれば十分で、それは自然数全体の集合の上の非単項超フィルターの存在を導き、そのようなウルトラフィルターは実数の二進小数展開によってベールの性質を満たさない実数集合になる。